# Thomas S. McMillan

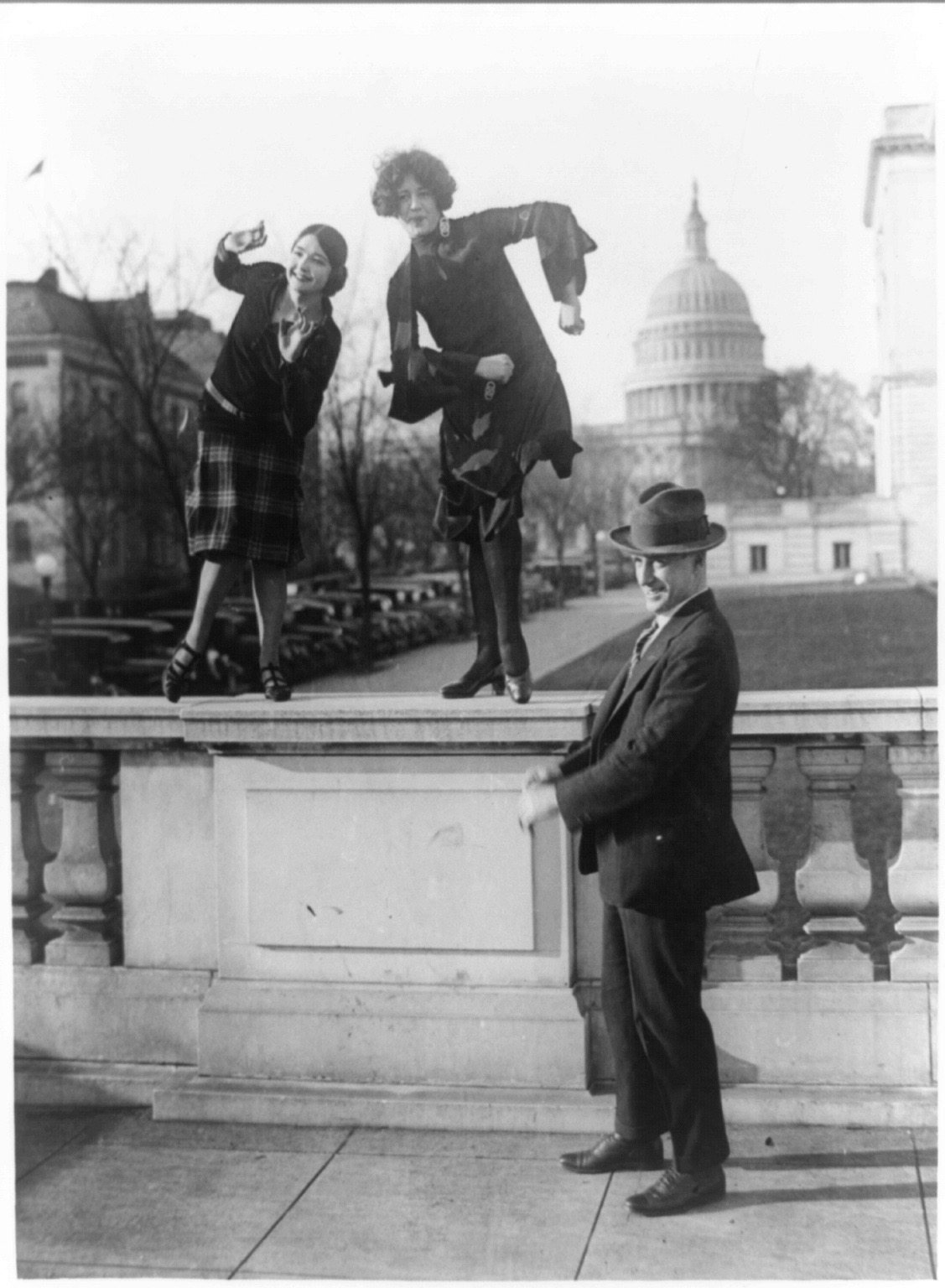
Thomas S. McMillan

Thomas Sanders McMillan (* 27. November 1888 bei Ulmer, Allendale County, South Carolina; † 29. September 1939 in Charleston, South Carolina) war ein US-amerikanischer Politiker. Zwischen 1925 und 1939 vertrat er den Bundesstaat South Carolina  im US-Repräsentantenhaus.

## Werdegang
Thomas McMillan besuchte die öffentlichen Schulen seiner Heimat und danach bis 1907 das Orangeburg Collegiate Institute. Zwischen 1907 und 1908 unterrichtete er dann selbst als Lehrer. McMillan war damals auch ein professioneller Baseballspieler und -trainer. Nach einem Jurastudium an der University of South Carolina in Columbia und seiner im Jahr 1913 erfolgten Zulassung als Rechtsanwalt begann er in Charleston in seinem neuen Beruf zu praktizieren. Außerdem begann er in der Landwirtschaft zu arbeiten.
Politisch war McMillan Mitglied der Demokratischen Partei. Zwischen 1917 und 1924 saß er als Abgeordneter im Repräsentantenhaus von South Carolina. Dort war er in den letzten Jahren Präsident des Hauses. 1924 wurde er im ersten Wahlbezirk von South Carolina in das US-Repräsentantenhaus in Washington, D.C. gewählt, wo er am 4. März 1925 die Nachfolge von W. Turner Logan antrat. Nachdem er bei den folgenden sieben Wahlen jeweils bestätigt wurde, konnte er bis zu seinem Tod im September 1939 im Kongress verbleiben. In dieser Zeit erlebte er zunächst den blühenden Aufschwung der 1920er Jahre, dann die Weltwirtschaftskrise. Zwischen 1933 und 1939 wurden die meisten der New-Deal-Gesetze der Bundesregierung unter Präsident Franklin D. Roosevelt im Kongress verabschiedet. Im Jahr 1933 wurden der 20. und der 21. Verfassungszusatz ratifiziert. Dabei ging es um die Festlegung der Amtszeiten des Kongresses und des Präsidenten sowie die Aufhebung des 18. Verfassungszusatzes aus dem Jahr 1919, durch den das Alkoholverbot bundesweit eingeführt worden war.
Zwischen 1937 und 1939 war Thomas McMillan Mitglied im Exekutivausschuss der Interparlamentarischen Union; im Jahr 1939 nahm er als amerikanischer Delegierter an deren Konferenz in Oslo teil. Er starb am 29. November 1939 in Charleston und wurde dort auch beigesetzt. Sein Abgeordnetenmandat fiel nach einer Nachwahl an seine Witwe Clara, die seine letzte angebrochene Legislaturperiode im Kongress bis zum 3. Januar 1941 beendete.